# Henry Mossop
Henry Mossop (1729 - 27 de diciembre de 1774) fue un actor irlandés, nacido en Dunmore Co. Galway. Realizó su primera puesta en escena como Zanga en la tragedia The Revenge, de Edward Young, en el Smock Alley Theatre en 1749.
La primera aparición de Mossop en Londres ocurrió en 1751, en la obra Ricardo III. Regresó a Irlanda en 1759.
Se arruinó cuando intentó dirigir por su propia cuenta, y falleció en condiciones de pobreza el 27 de diciembre de 1774.